# Elaeocarpus homalioides
Elaeocarpus homalioides é uma espécie de angiospérmica da família Elaeocarpaceae.
Pode ser encontrada nos seguintes países: Indonésia e Papua-Nova Guiné.